# 최종성 (1927년)
최종성(崔鍾聲, 1927년 12월 18일~2014년 2월 25일)은 대한민국의 정치인이다. 제8대 국회의원을 지냈다.

## 학력
- 경성공립공업학교 졸업
- 육군사관학교 8기 졸업
- 육군보병학교 졸업
- 육군공병학교 졸업
- 육군대학 졸업
- 동아대학교 법학과 학사

## 경력
- 육군 대령 예편
- 건설부 기획관리실장 (행정관리관)
- 건설부 차관
- 민주공화당 정책연구실 차장
- 민주공화당 충북보령지구당 위원장 겸직
- 국회 내무, 법사, 예결 위원
- 한국종합조경공사 사장
- 한국주택사업협회 회장

## 역대 선거 결과
| 실시년도 | 선거   | 대수 | 직책     | 선거구      | 정당       | 득표수   | 득표율          | 순위 | 당락 | 비고 |
| -------- | ------ | ---- | -------- | ----------- | ---------- | -------- | --------------- | ---- | ---- | ---- |
| 1971년   | 총선   | 8대  | 국회의원 | 충남 보령군 | 민주공화당 | 29,754표 | \| \| 58.53% \| | 1위  |      | 초선 |
|          | 58.53% |      |          |             |            |          |                 |      |      |      |